# (9857) Hécamédé
(9857) Hécamédé, nom international (9857) Hecamede,  est un astéroïde troyen de Jupiter de 49,518 km de diamètre découvert en 1991.

## Description
(9857) Hécamédé a été découvert le 10 mars 1991 à l'observatoire de Siding Spring, situé près de Coonabarabran, en Nouvelle-Galles du Sud, en Australie, par Robert H. McNaught.

### Caractéristiques orbitales
L'orbite de cet astéroïde est caractérisée par un demi-grand axe de 5,15 UA, un périhélie de 5,01 UA, une excentricité de 0,03 et une inclinaison de 19,62° par rapport à l'écliptique. Du fait de ces caractéristiques, à savoir un demi-grand axe compris entre 4,6 et 5,5 UA et un périhélie inférieur à 0,3 UA, il est classé, selon la JPL Small-Body Database, astéroïde troyen de Jupiter du camp troyen. Il est situé au point de Lagrange L4 du système Soleil-Jupiter.

### Caractéristiques physiques
(9857) Hécamédé a une magnitude absolue (H) de 10,2 et un albédo estimé à 0,060, ce qui permet de calculer un diamètre de 49,518 km. Ces résultats ont été obtenus grâce aux observations du Wide-Field Infrared Survey Explorer (WISE), un télescope spatial américain mis en orbite en 2009 et observant l'ensemble du ciel dans l'infrarouge, et publiés en 2012 dans un article regroupant les caractéristiques de 478 astéroïdes troyens,.